# Гаштольд, Альбрехт
А́льбрехт Гашто́льд (О́льбрахт Гошто́вт; ум. декабрь 1539) — государственный деятель Великого княжества Литовского, один из наиболее влиятельных людей своего времени. Представитель рода Гаштольдов герба Абданк.
В 1501 году дворянин великого литовского князя Александра, после наместник новогрудский (1503—1506), подчаший великий литовский (1505—1509), воевода новогрудский (1508—1513), полоцкий (1513—1519), трокский (1519—1522) и виленский (с 1522), канцлер великий литовский (с 1522). С 1513 года староста бельский, 1514 — мозырский, до 1533 — гродненский.

## Биография
Рано лишился родителей и воспитывался родственниками. Вероятно, около 1492 года учился в Краковском университете. В 1503 году участвовал в успешном походе на крымских татар. В 1505 году оборонял от татар Новогрудок. В 1507 году, во время войны с Великим княжеством Московским, возглавлял оборону Смоленска, в следующем году участвовал в боях под Оршей.
Не поддержал мятеж Глинских, но после его окончания был посажен в тюрьму, вероятно, из-за интриг своего недоброжелателя Николая Радзивилла, с которым враждовал и позже. Сопровождал великого князя литовского Сигизмунда на Венский конгресс 1515 года. Участвовал в войне с Русским государством 1512—1522 годов, 29 июля 1518 года полоцкое войско под его командованием разбило воевод великого князя московского Василия III около Полоцка.
С начала 1520-х годов занимал высшие государственные должности, что объясняется смертью его врага Николая Радзивилла. Выступал против унии Великого княжества Литовского с Королевством Польским, в связи с чем в 1522 году поддержал план королевы и великой княгини Боны провозгласить наследником трона Сигизмунда Августа ещё при жизни его отца. В последующие годы Гаштольд враждовал с Боной, стремившейся забрать у него государственные имения, и гетманом Константином Острожским, сторонником унии с Польшей.
Поддерживал добрые отношения с герцогом Пруссии Альбрехтом Гогенцоллерном, переписывался с ним относительно печатника и просветителя Франциска Скорины. В 1529 году получил от папы римского графский титул, а в следующем году титул «графа на Мурованых Геранёнах» от императора Карла V.
Участвовал в создании первого Литовского статута 1529 года. С его подачи в текст документа было внесено положение, согласно которому иностранцам запрещалось получать должности и покупать земли в Великом княжестве Литовском. Собрал большую библиотеку, в которой помимо кириллических рукописей хранились книги на польском, латинском и чешском языках.
16 мая 1530 г. Альбрехт Бранденбургский написал письмо Альбрехту Гаштольду в защиту Франциска Скорины.
Женат на Софье, единственной дочери и наследнице бежавшего в Литву князя Василия Верейского. В браке родился сын по имени Станислав, дочь София, за татарским князем Барашем.

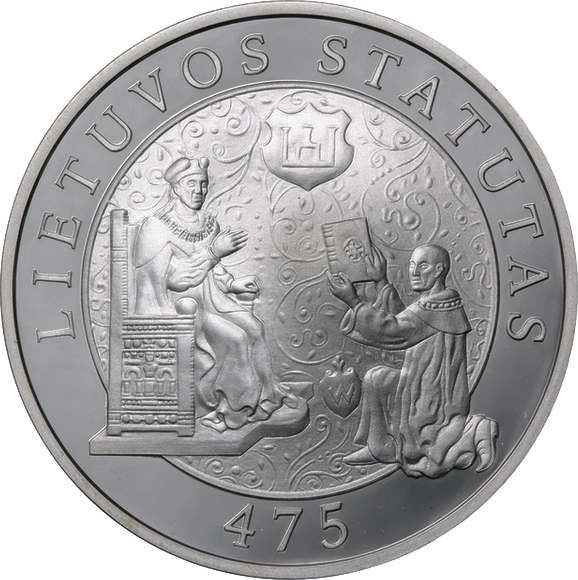
Гаштольд преподносит Статут королю, памятная монета 50 литов к 475-й годовщине Первого статута (2004)

## Имущество
Владения Гаштольдов были очень обширны, сам Альбрехт был богатейшим магнатом Великого княжества Литовского. Согласно переписи войска литовского 1528 года, Альбрехт выставлял 466 конных воина, что означало, что он владел более 7 тысячами подданных (для сравнения Константин Острожский выставлял 426 конных). В 1522 году Сигизмунд дал привилей Гаштольду на использование красного воска для печатей, что было прерогативой только особ королевского рода, остальные пользовались зелёным воском.
От своей бабки по матери княгини Марины, вдовы князя Семёна Гольшанского-Трабского и дочери князя Дмитрия Друцкого-Зубровицкого, ещё до 1495 года получил во владение земли последнего: Быхов и Тойманов на Днепре, Дубасну (Жиличи) в Бобруйской волости, большие имения на Киевщине, возможно, также Шклов.
Женитьба на Софье Верейской принесла ему замок Любеч, Воложин в Ошмянском повете, Койданов, Радошковичи и Усу в Минском повете. За годы жизни Альбрехт купил, выменял и получил в наследственное владение ещё множество имений.
11 апреля 1527 года князь А. М. Свирский и его жена Софья продали «имения свои дедичные Мядель и Кобыльники» (Мядель и Нарочь) виленскому воеводе Альбрехту Гаштольду и его потомкам за 300 коп «вечным правом».